# دخل قابل للتصرف

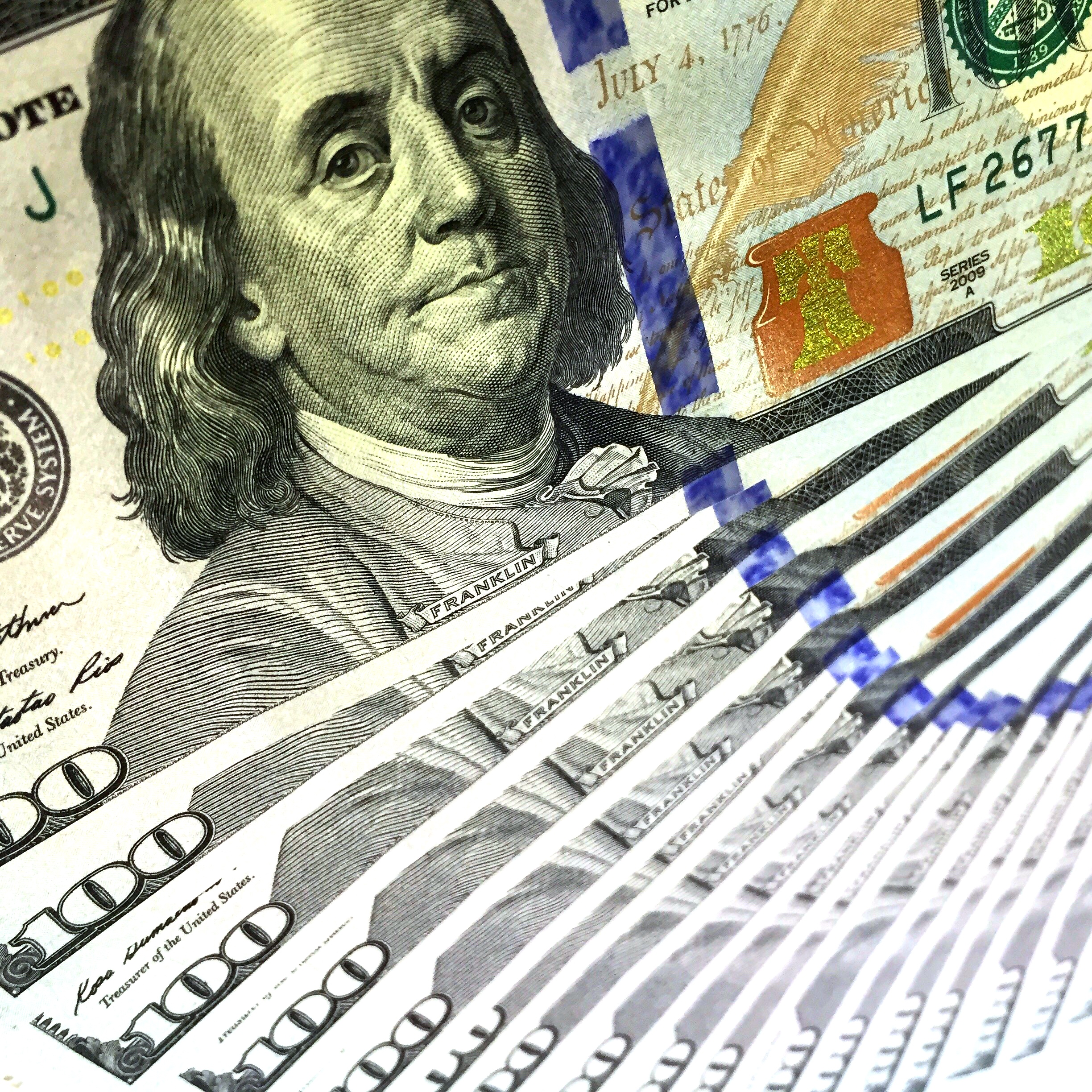

الدخل القابل للتصرف (بالإنجليزية: Disposable income)‏، هو مقدار دخل الفرد الذي يتبقى بعد خصم الضرائب على الدخل. ووفقاً لدراسة أجرتها منظمة التعاون والتنمية في الميدان الاقتصادي، فإن الولايات المتحدة الأمريكية لديها أعلى متوسط دخل قابل للتصرف للأسر المعيشية لجميع البلدان الأعضاء في منظمة التعاون والتنمية في الميدان الاقتصادي في العالم.
وبحسب المبادئ الاقتصادية، ينبغي ألا ينفق الإنسان كل ما يأتيه من دخل في الوضع الاعتيادي ويجب عليه الموازنة بين الإنفاق وادخار المال الزاد عن الإنفاق.